# سفارة دولة فلسطين لدى لبنان
سفارة دولة فلسطين لدى لبنان هي الممثلية الدبلوماسية العُليا لدولة فلسطين لدى الجمهورية اللبنانية. تقع السفارة في شارع عدنان الحكيم في الجناح في بيروت.

## الموقع
تَقع سَفارة فِلسطين في شارع عدنان الحكيم في الجَناح في بيروت.

## تاريخ السفارة
في عهد الحكومة الللبنانية برئاسة الحاج حسين العويني في أوائل تشرين الأول أكتوبر عام 1964 تم افتتاح مَكتب منظمة التحرير الفلسطينية في لبنان وَاعتَبرت الحكومة اللبنانية المكتب بِعثة دبلوماسية كأية سَفارة عربية لها وعليها ما تنص عليه اللوائح الدبلوماسية المُتبعة وكان أول مكتب للمنظمة يستحصل على هذه المكانة في كل عواصم الدول العربية، وكُلف المُناضل الراحل شفيق الحوت مِن اللجنة التنفيذية بتمثيل المنظمة لدى الجمهورية اللبنانية.
أثناء الإجتياح الإسرائيلي للبنان عام 1982، إحتل الجيش الإسرائيلي مَكتب منظمة التحرير الفلسطينية الموجود في منطقة كورنيش المزرعة وجعل منه مقراً عسكرياً لقيادته، وذلك بعد خروج قوات الثورة الفلسطينية من بيروت.
وبقي المكتب مغلقاً حتى عام 2006، حيث تم إعادة افتتاحه في 15 أيار بحضور وزير الخارجية وَالمُغتربين اللبناني الأستاذ فوزي صلوخ وحشد كبير من السياسيين اللبنانيين والفلسطينيين وسفراء الدول المعتمدة في لبنان، واختير هذا اليوم بالذات للتأكيد على حق الشعب الفلسطيني في العودة إلى دياره.
كُلف عباس زكي عضو اللجنة المركزية لحركة فتح بمهام مُمثل اللجنة التنفيذية لمنظمة التحرير الفلسطينية حتى شهر أيلول من العام 2009، وَتسلم مهام القائم بأعمال الممثلية أشرف دبور عضو المجلس الثوري لحركة فتح حتى شهر نيسان من العام 2010، ثُم تم تعين عبد الله عبد الله عضو المجلس الثوري لحركة فتح مُمثلاً لمنظمة التحرير الفلسطينية لدى الجمهورية اللبنانية وَأنهى مهام عمله بتاريخ 31 ديسمبر 2011، وفي عهد الرئيس ميشال سليمان وبناءاً على قرار مجلس الوزراء اللبناني تمّ رفع مستوى التمثيل الدبلوماسي الفلسطيني إلى سفارة.
وفي 17 أغسطس من عام 2011 افتتح الرئيس الفلسطيني محمود عباس سفارة دولة فلسطين لدى الجمهورية اللبنانية بمشاركة وحضور رئيس مجلس الوزراء اللبناني نجيب ميقاتي وَحشد كبير من الشخصيات الدينية والسياسية والدبلوماسية والحزبية، وفي 1 يناير 2012 تسلم أشرف دبور مهام القائم بأعمال سفارة دولة فلسطين في لبنان.

## قائمة السفراء
افتتح مكتب ممثلية منظمة التحرير الفلسطينية في بيروت في عام 1964.
- شفيق الحوت، بين عامي 1964 و1993.
- غ/م
- عباس زكي، بين عامي 2006 و2009.
- أشرف دبور (قائم بالأعمال)، بين عامي 2009 و2010.
- عبد الله عبد الله، بين عامي 2010 و2011.
- أشرف دبور، منذ 1 يناير 2012 وحتى يوليو 2025.
- محمد قاسم أسعد الأسعد، منذ عام 2025.

## روابط خارجية
لا توجد روابط لمواقع التواصل الاجتماعي.

- الموقع الرسمي للسفارة.